# Tiny Thief
Tiny Thief fue un videojuego de aventuras point-and-click de 2013 desarrollado por 5Ants y distribuido por Rovio Entertainment por medio de su programa Rovio Stars. El jugador controla a un ladrón que deberá robarle los ítems a los enemigos. Los jugadores pueden interactuar con los objetos para progresar por cada nivel y alcanzar el objetivo. Los enemigos serán los obstáculos, y los jugadores deben evitar ser atrapados utilizando las mecánicas de sigilo del juego. El juego implementa un sistema de desempeño de tres estrellas, con cada estrella correspondiendo a los objetivos cumplidos.
Tiny Thief fue desarrollado por un equipo de dos bajo el nombre de 5Ants. El juego ha pasado por varios contratiempos, principalmente por su animación. Rovio potenció su desarrollo y lanzó el juego con su programa de distribución de terceros Rovio Stars. El juego fue lanzado para iOS y Android el 11 de julio de 2013, y para Windows y OS X el 16 de diciembre de 2013. El juego fue porteado posteriormente a la Wii U en noviembre de 2015. Siguiendo un anuncio de Rovio, el juego fue descontinuado y removido de las tiendas en febrero de 2016.
El juego recibió reseñas generalmente favorables, con los críticos elogiando su animación y su diseño de niveles, pero señalando su corta duración. Ganó el People's Choice Award en la 10.ª edición de los International Mobile Gaming Awards y recibió una nominación al mejor videojuego animado en los Annie Awards número 41.

## Jugabilidad
En Tiny Thief, los jugadores controlan a un ladrón que intenta robarle los ítems a los enemigos. Progresarán moviendo al ladrón a las áreas accesibles e interactuando con los objetos, mientras evaden a los enemigos que encuentren. Los jugadores podrán eludir a los enemigos distrayéndolos, derrotándolos o escondiéndose de ellos.
El juego consiste en seis misiones, cada una con una trama diferente, ambientadas en un periodo medieval. A lo largo del camino, los jugadores encontrarán enemigos como piratas, cocineros, sheriffs, al igual que el caballero oscuro. En cada búsqueda habrá cinco niveles.
El juego utiliza un sistema de calificación con tres estrellas; por lo tanto, los jugadores pueden recibir una, dos o tres estrellas dependiendo de qué objetivos cumplan. La estrella central es otorgada cuando el ladrón consigue robar exitosamente el objeto principal, el cual es requerido para completar el nivel. La estrella izquierda es otorgada cuando el ladrón roba múltiples objetos escondidos en un nivel. La estrella derecha es otorgada cuando el jugador hace clic en el hurón mascota escondido del ladrón. El juego también incluye logros que pueden ser obtenidos completando ciertas tareas.

## Desarrollo
En mayo de 2013, Rovio anunció sus planes para un proyecto llamado Rovio Stars, donde publicarían juegos de desarrolladores terceros en un esfuerzo para potenciar su línea de juegos.
Dos meses después, Rovio Stars lanzó Tiny Thief, un juego desarrollado por el estudio con sede en Barcelona, 5Ants, para iOS y Android. Fue su segundo juego lanzado del proyecto; el primero siendo Icebreaker: A Viking Voyage.
En noviembre de 2015, Abylight Studios junto a 5Ants desarrollaron el juego en un esfuerzo para que fuese lanzado en la Wii U. En un blog de Abylight, dijeron que «el arte, los gráficos y la jugabilidad de más de 30 niveles diferentes, 50 personajes únicos, 3000 animaciones únicas y más de 100 objetos escondidos, han llamado la atención de Nintendo Japón para hacer un título de Wii U». El juego fue posteriormente lanzado en el Nintendo eShop de la Wii U en Japón por un precio de 800 yenes.
Rovio descontinuó el desarrollo de Tiny Thief y lo removió de las tiendas en febrero de 2016.

## Recepción
Tiny Thief recibió reseñas favorables en el sitio web agregador de reseñas Metacritic; el juego alcanzó un puntaje general de 86 de 100 basado en 21 reseñas. Ha sido presentado como la «elección del editor» en la App Store de iOS y ha ganado el People's Choice Award en la 10.ª International Mobile Gaming Awards.